# Wenn’s donnert, blüht der Gummibaum
Wenn’s donnert, blüht der Gummibaum ist ein Kinderfilm des DDR-Fernsehens aus dem Jahr 1982.

## Handlung
Die alleinerziehende Mutter Ilse lebt mit ihren Kindern Thomas und Henriette bei ihren Eltern. Mit den lebhaften und nicht immer folgsamen Kindern hat sie alle Hände voll zu tun. Eines Abends verkündet der Nachrichtensprecher im Fernsehen, dass aufgrund einer besonderen Wetterlage im Raum Berlin eine Strahlung aus dem Weltall die Erde erreicht, die bei den Menschen psychische Veränderungen auslösen könne – besonders, wenn sich im Haushalt Gegenstände aus einer Kupfer-Iridium-Legierung befinden. Der Vogelkäfig des Kakadus von Ilses Eltern ist tatsächlich aus diesem Material, und so wachen am nächsten Morgen Eltern und Kinder mit vertauschten Rollen auf: Thomas und Henriette kommandieren ihre Mutter und die Großeltern herum. Auf Anweisung von Henriette gibt es zum Frühstück Vanilleeis und Cola, und dem Opa wird verboten, mit seinem Freund Paul zum Frühschoppen zu gehen. Die Erwachsenen sind maulig, gehorchen den Kindern aber. Eine weitere Wirkung der Strahlung ist, dass der Gummibaum plötzlich riesige Blüten bekommt und dann sogar Gummitier-Früchte trägt.
Ausgerechnet an diesem Tag bekommt Ilse Besuch von Herrn Droehmbüdel, den sie durch eine Heiratsannonce kennengelernt hat. Thomas und Henriette nehmen den nervösen Herrn ins Verhör und werfen ihn schließlich hinaus. Droehmbüdel sucht Rat bei seiner Schwester, die als Maskenbildnerin beim Theater arbeitet. Sie gibt ihm verschiedene Verkleidungen, damit er Ilse besuchen kann, ohne von den Kindern erkannt zu werden: erst als Versicherungsvertreter, dann als Klempner. Thomas erkennt ihn jedoch und wirft ihn wieder hinaus. Als Droehmbüdel wiederkommt, diesmal als Feuerwehrmann zu einer angeblichen Sicherheitsüberprüfung, kann er Ilse einen Zettel mit der Nachricht zustecken, dass er in der Nacht wiederkommen will. Thomas erkennt ihn diesmal zu spät, und die kleine Henriette mag ihn inzwischen. Zu weiteren Konfusionen kommt es, als Thomas erst eine Postfrau und dann einen Schornsteinfeger auch für den verkleideten Droehmbüdel hält – beide sind jedoch echt.
Droehmbüdel kommt in der Nacht in neuer Verkleidung über den Balkon und sitzt am nächsten Morgen überraschend am Frühstückstisch. Glücklicherweise hat die Wetterlage sich aber geändert, der Rollentausch zwischen Kindern und Erwachsenen ist beendet.

## Produktion
Der Film ist eine Produktion vom Fernsehen der DDR und wurde am 26. Dezember 1982 im ersten Programm ausgestrahlt. Am 10. März 2017 erschien er auf DVD, produziert von Icestorm Entertainment.